# LW10,5 (Paralympics)
LW10,5 ist eine Startklasse für Sportler im paralympischen Wintersport für Sportler im Ski Nordisch und im Biathlon. Die Zugehörigkeit von Sportlern zur Startklasse ist wie folgt skizziert:
Skisportler der Klasse LW10,5 haben Behinderungen der unteren Extremitäten und des Rumpfes. Die folgenden Minimumkriterien müssen erfüllt sein:
- normale Armfunktionen - und
- vorhandene Rumpf- und Beinfunktionen - und
- bei Fixierung der Beine ist der Athlet in der Lage, ohne Armunterstützung frei zu sitzen - und
- der Athlet ist nicht in der Lage, Bewegungen über die Grundposition hinaus durchzuführen.

Sportler starten sitzend und benutzen für Ski Nordisch / Biathlon einen Sitz-Ski (Skischlitten).
Diese speziellen Skischlitten werden den unterschiedlichen Bedürfnissen der Sportlerin/des Sportlers angepasst und richten sich nach dem Grad der körperlichen Behinderung. Die Klasseneinteilung kennzeichnet den wettbewerbsrelevanten Grad der funktionellen Behinderung eines Sportlers.